# Picassent
Picassent – gmina w Hiszpanii, w prowincji Walencja, we wspólnocie autonomicznej Walencja, o powierzchni 85,78 km². W 2011 roku liczyła 20 265 mieszkańców.